# François Guillaume Ducray-Duminil
Pour les articles homonymes, voir Ducray.
François Guillaume Ducray-Duminil, né en 1761 à Paris et mort le 29 octobre 1819 à Ville-d'Avray, est un poète, chansonnier, goguettier et romancier français.

## Biographie
Ducray-Duminil fut, à partir de 1790, rédacteur de la partie littéraire des Petites Affiches et montra dans ses articles de critique une grande bienveillance. Membre du Caveau moderne et de plusieurs sociétés de belles-lettres, il fit des poésies fugitives et des chansons. Il travailla aussi pour le théâtre, mais sans succès. Le genre dans lequel il se fit une réputation est celui du roman destiné à la jeunesse où il eut pendant longtemps un succès populaire. Préoccupé du côté moral de ses œuvres, il arrive par une suite de péripéties ingénieuses à faire triompher l’innocence et la vertu. On lui reproche de n’avoir pas soigné son style et d’être même souvent incorrect. Il recherchait surtout la clarté, qualité essentielle pour le jeune public auquel il s’adressait. L’invention ne lui manquait pas, et les aventures intéressantes, combinées avec habileté, expliquent la longue vogue de ses écrits. Les auteurs dramatiques y ont largement puisé. Faisant partie des derniers écrivains diffusés par le colportage, il est considéré comme le premier inventeur du roman populaire français.

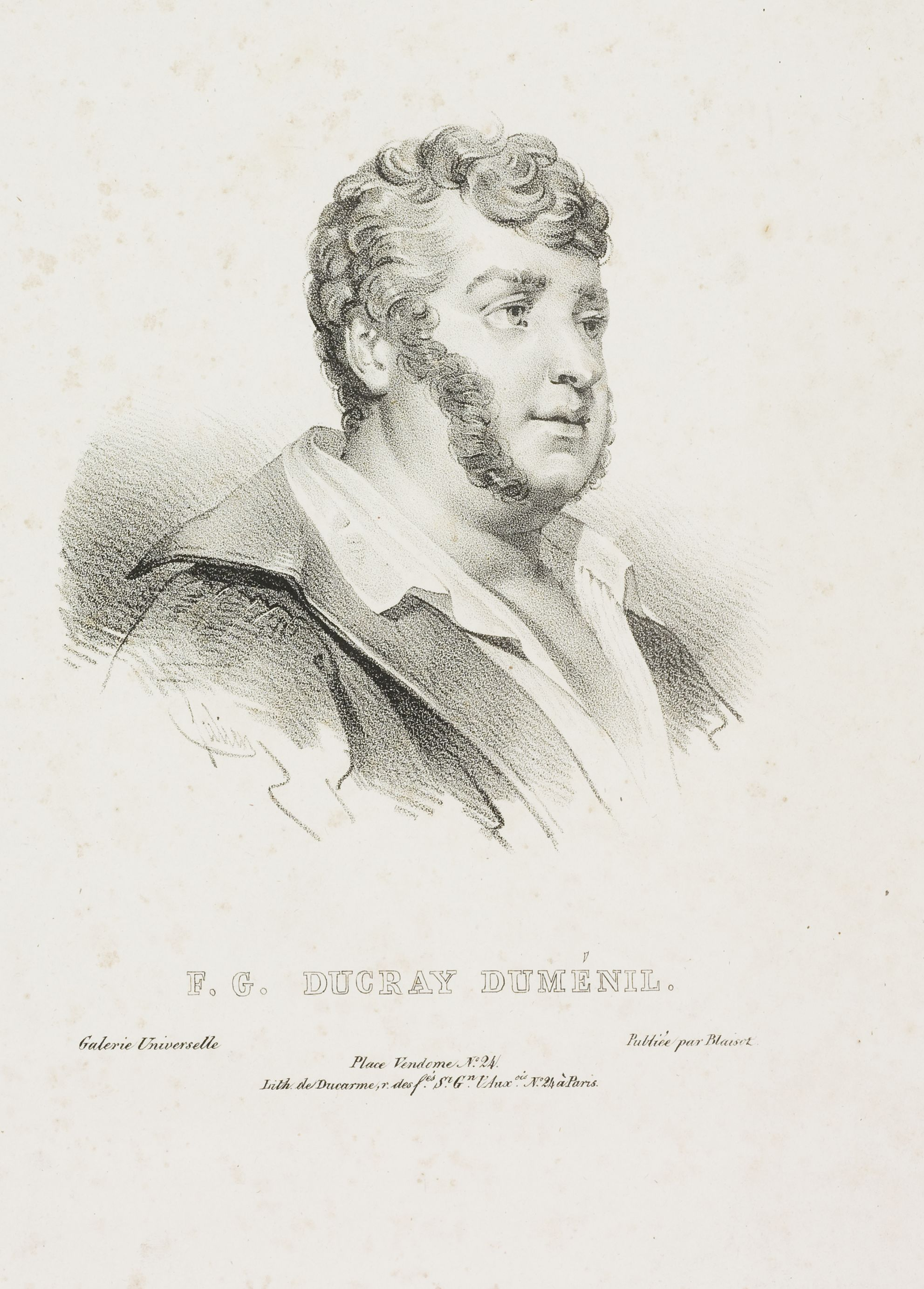
F.G. Ducray-Duminil

La plupart des romans de Ducray-Duminil ont eu de nombreuses éditions, dont : Fanfan et Lolotte, ou Histoire de deux enfants abandonnés dans une île déserte (Paris, 1787, 4 vol. in-12) ; Alexis, ou la Maisonnette dans les bois (1788, 4 vol. in-12) ; Petit Jacques et Georgette, ou les Petits montagnards auvergnats (1789, 4 vol. in-18) ; Victor, ou l’Enfant de la forêt (1796, 4 vol. in-12) ; Cœlina, ou l'Enfant du mystère (1798, 5 vol. in-12), avec le précédent, l’un des deux plus populaires ; les Cinquante francs de Jeannette (1799, 2 vol. in-12) ; les Petits orphelins du hameau (1800), 4 vol. in-12 ; Paul, ou la Ferme abandonnée (1800, 4 vol. in-12 ; Elmonde, ou la Fille de l’hospice (1804, 5 vol. in-12) ; Jules, ou le Toit paternel (1804, 4 vol. in-12) ; le Petit Carillonneur (1809, 4 vol. in-12) ; Jean et Jeannette, ou les Petits aventuriers parisiens (1816, 4 vol. in-12), L'Hermitage Saint-Jacques ou Dieu, le Roi et la Patrie, 1815, etc.
On a en outre de lui : Poème sur la mort du duc de Brunswick (1787, in-8°) ; la Semaine mémorable ou Tableau de la révolution depuis le 12 juin 1789 (1789, in-18) ; Codicille sentimental, ou recueil de discours, contes, anecdotes, idylles, romances et poésies fugitives (1793, 2 vol. in-12) ; Soirées de la chaumière (1794, 8 vol. in-18, plusieurs fois réimpr.) ; les Veillées de ma grand’mère, nouveaux contes de fées (1799, 2 vol. in-18) ; Journées au village, ou Tableau d'une bonne famille (1804, 8 vol. in-18) ; le Bon oncle et les néveaux, annuaire moral (1812, in-18) ; Contes de Fées (1817, vol. in-18), etc.

## Œuvres
- Alexis, ou La maisonnette dans les bois lire en ligne sur Gallica
- Cœlina, ou L’enfant du mystère lire en ligne sur Gallica
- Elmonde, ou La fille de l'hospice lire en ligne sur Gallica
- Les Cinquante Francs de Jeannette lire en ligne sur Gallica lire en ligne sur Gallica
- Les Soirées de la chaumière lire en ligne sur Gallica
- Paul, ou la Ferme abandonnée lire en ligne sur Gallica
- Les Veillées de ma grand-mère lire en ligne sur Gallica lire en ligne sur Gallica
- Victor, ou L’enfant de la forêt lire en ligne sur Gallica

### Chansons
- La marmotte en vie  (1793)
- Laissez chacun comme il est

## Pour approfondir